# Partij voor Ouderen en Veiligheid
De Partij voor Ouderen en Veiligheid (POV) is een lokale partij in de Nederlandse gemeenten Wormerland en Zaanstad. Deze partij werd tijdens de gemeenteraadsverkiezingen van 2022 de grootste in beide gemeenten, met 5 zetels in Wormerland en 6 zetels in Zaanstad.
In Zaanstad behaalde partij 1 zetel bij de verkiezingen van 2010. In 2014 en 2018 kreeg de partij 4 zetels.
In Wormerland fuseerde de partij in 2020 met de Vereniging Liberaal Wormerland (VLW). Toen er geen lijsttrekker meer beschikbaar was, besloot de VLW niet mee te doen met de verkiezingen van 2022. Met de komst van de 23-jarige Gianni Hoovenstat als lijsttrekker kon de POV echter alsnog meedoen in Wormerland.
In April 2023 heeft Hoovenstat zich afgesplitst en zit nu namens de BVNL in de GR van Wormerland.
| Jaar | Gemeente   | Aantal zetels |
| ---- | ---------- | ------------- |
| 2010 | Zaanstad   | 1             |
| 2014 | Zaanstad   | 4             |
| 2018 | Zaanstad   | 4             |
| 2018 | Wormerland | 2             |
| 2022 | Zaanstad   | 6             |
| 2022 | Wormerland | 5             |